# 飞井海水库
飞井海水库，又称飞井水库，是中国云南省玉溪市红塔区境内的一座水库，位于九龙池河上，建于1953年。水库正常库容为876万立方米，集雨面积为13平方千米，海拔为1009.5米。